# Río Savinja

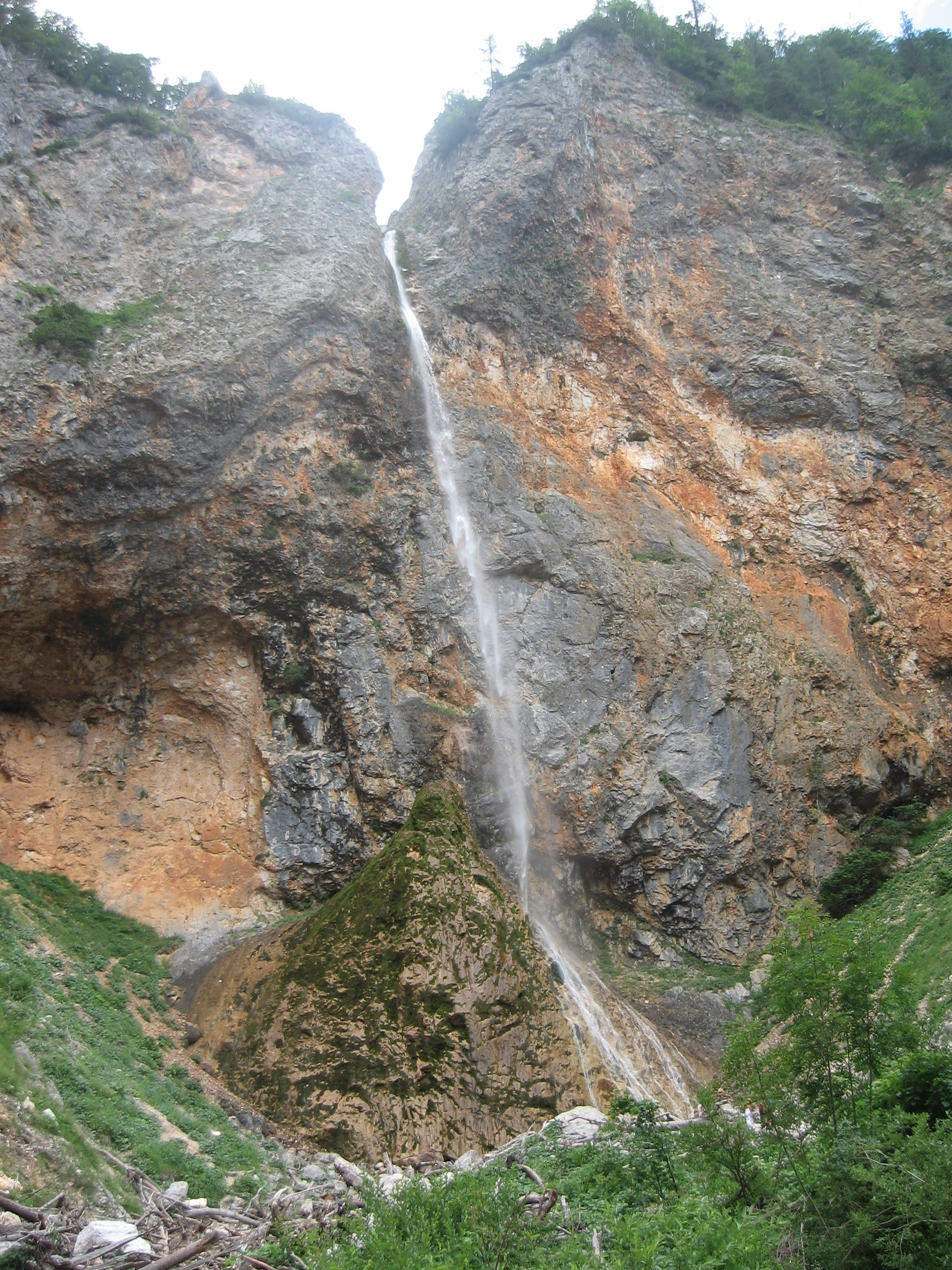
Las cataratas de Rinka, el nacimiento del Savinja

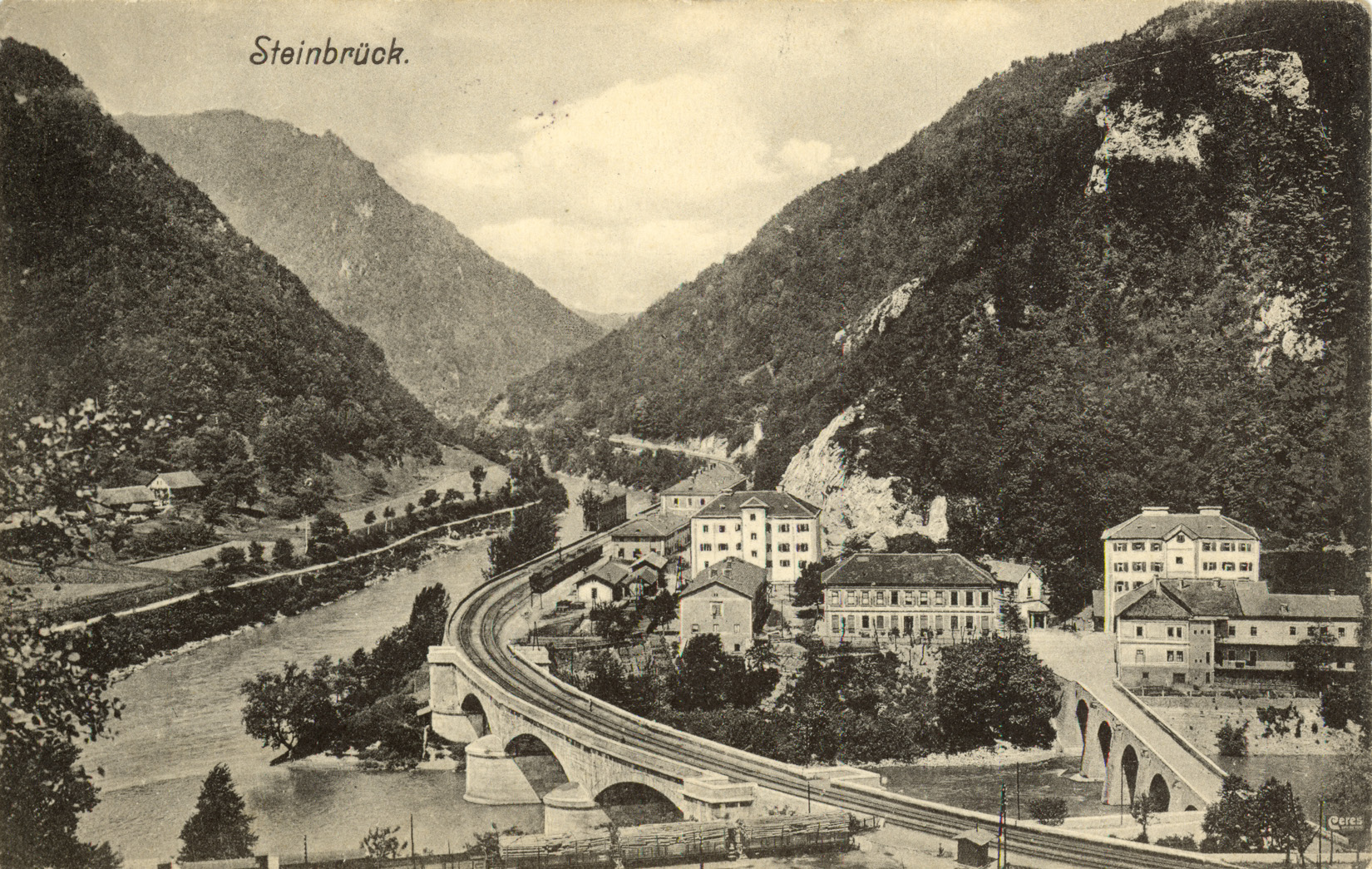
La confluencia del Sava y el Savinja en Zidani Most, donde el Savinja está atravesado por tres puentes. La foto fue tomada en 1914, antes de la construcción del nuevo puente ferroviario.

El Savinja es un río del noreste de Eslovenia que fluye sobre todo en el Valle Alto y Bajo del Savinja (esloveno: Zgornja en Spodnja Savinjska dolina) y a través de las ciudades de Celje y Laško. El Savinja es el principal río de los Alpes de Savinja (Sln. Savinjske Alpe). Desemboca en el río Sava en la ciudad de Zidani Most. Se ha desbordado a menudo, como en los años 60, en 1990 y en 1995. El Savinja tiene una longitud de 101,75 kilómetros y una cuenca de 1.847,7 km². 

## Afluentes
Los principales afluentes del Savinja son Jušef y Klobaša en Solčava, Lučnica en Luče, Ljubnica en Ljubno, Dreta en Nazarje, Paka en Šmartno ob Paki, y Ložnica y Voglajna con Hudinja en Celje.

## Calidad del agua
La calidad del agua es de primera clase hasta Radmirje, luego baja a segunda clase y después a tercera.

## Hidrónimo y etimología
El nombre Savinja (atestiguado en fuentes escritas en 980 como Sovuina) deriva de *Savьn′a, a su vez derivado del hidrónimo Sava, del que es afluente. El nombre alemán Sann fue atestiguado más tarde. En el dialecto local, el río se conoce como Sáu̯ńe. La forma *Savьn′a debería haber dado lugar a Savnja como nombre esloveno actual, pero fue reformado siguiendo el modelo de Hudinja. Se cree que, en última instancia, el nombre no es de origen eslavo, sino de origen preeslavo más antiguo.
El nombre alemán Sann también se utilizó en algunas fuentes inglesas más antiguas; por ejemplo, en la novena edición de Encyclopædia Britannica de 1911.
Algunos otros nombres del río son:
- fluvius Sana (siglo IX)[2]
- Souina (980)[2]
- inter fluenta Souuuę et Sounę (1016)[2]
- Seuna (1016)[2]
- Souna (1025,1028)[2]
- inter fluenta Souuuae et Sounae (1028)[2]
- Sounital (1042)[2]

La diosa romana Adsaluta, cuyos altares se encontraron en la zona del asentamiento de Sava, se identificó durante mucho tiempo con la Savinja. Los estudiosos modernos han rechazado esta conexión.

## La vida a lo largo del río
Los balseros de Ljubno recorrieron el río hasta la década de 1950. En su memoria, una escultura de bronce de un balsero (Splavar), creada en 1961 por Boris Kalin, se alza en la orilla izquierda del río en Celje.